# Bahnhof Praha-Zahradní Město

Der Bahnhof Praha-Zahradní Město ist eine Betriebsstelle der Bahnstrecke České Velenice–Praha sowie der einmündenden Strecken von Praha-Běchovice und von Praha-Radotín auf dem Stadtgebiet der tschechischen Hauptstadt Prag. Der Bahnhof erhielt seinen Namen von der nahen Großwohnsiedlung Zahradní Město („Gartenstadt“) in Prag 10.
Der Bahnhof wurde von 2018 bis 2021 am neu trassierten Abschnitt der Bahnstrecke České Velenice–Praha zwischen Praha-Uhříněves und Praha-Vršovice auf dem Areal des früheren Rangierbahnhofes Praha-Vršovice neu aufgebaut. Betrieblich erfüllt er die Funktion der frühere Abzweigstelle Odbočka Záběhlice im Güterverkehr. Im Reiseverkehr wurde dagegen ein dicht besiedelter Stadtteil neu erschlossen.
Zum Öffentlichen Personennahverkehr der Stadt Prag besteht ein direkter Übergang zur Haltestelle Nádraží Zahradní Město der Prager Straßenbahn.

## Geschichte

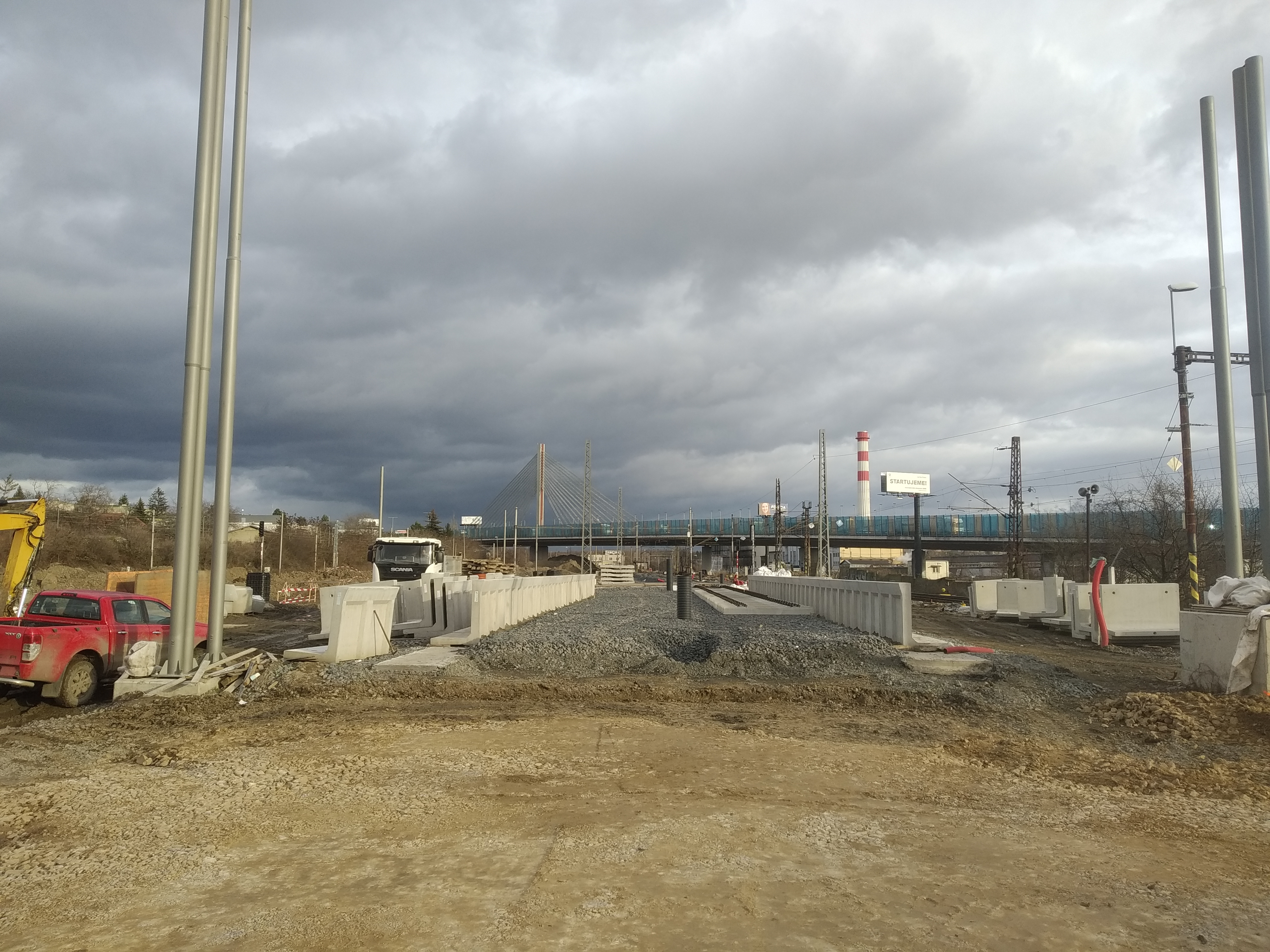
Bau der Bahnsteige (2020)

Vor dem Bau des Bahnhofes gab es dort unter den dort elf Gleisen des früheren Rangierbahnhofes nur eine enge Unterführung, die sich der Straßenverkehr und die Straßenbahn teilen mussten. Nur auf einer Seite gab es einen Gehweg. Eine bereits gebaute Erweiterung der Unterführung mit einer zweiten Röhre ging nie in Verkehr und wurde schließlich als Lagerhalle genutzt.
Die Bauarbeiten an der viergleisigen Strecke mit dem Bahnhof Praha-Zahradní Město begannen im März 2018 durch ein Konsortium von Eurovia, Metrostav, Swietelsky Rail und SMP. Die neue Eisenbahnbrücke über die Průběžná-Straße unter dem neuen Bahnhof erhielt eine wesentlich größere Spannweite. Die Straßenbahn erhielt dort neben den Fahrspuren für den Kraftfahrzeugverkehr einen eigenen Gleiskörper mit barrierefrei gestalteten Bahnsteigen.
Am 24. September 2021 ging der Bahnhof (zunächst provisorisch) in Betrieb.

## Beschreibung
Der Bahnhof besitzt einen Inselbahnsteig und zwei Seitenbahnsteige. Das nördliche Gleispaar mit den Nummern 101 und 102 gehört zur Strecke České Velenice–Praha, das südliche mit den Nummern 201 und 202 zur Strecke Praha-Běchovice–Praha-Vršovice. Alle Bahnsteigkanten haben eine Systemhöhe von 550 mm und eine Nutzlänge von 350 Metern. Damit ist auch ein Halt von Fernreisezügen möglich. Zur Orientierung der Reisenden sind die Bahnsteigkanten – entgegen bisheriger Gepflogenheiten in Tschechien – von 1 bis 4 durchnummeriert. Auf den Sichtbetonflächen der Aufgänge und Unterführungen sind als Schmuck Grafiken von Pflanzen aufgebracht.
Auf der Südseite zweigt die Strecke nach Praha-Radotín ab. Dort gibt es einen eigenen viergleisigen Bahnhofsteil, wo Begegnungen und Überholungen von Güterzügen möglich sind. Von den Bahnsteiggleisen 201 und 202 gibt es zudem über eine eingleisige Verbindungskurve Fahrstraßen für Reisezüge von und nach Praha-Radotín.
Hochbauten, wie ein Aufnahmegebäude, existieren nicht. Die notwendigen Räumlichkeiten für den Reiseverkehr wurden unterirdisch auf Straßenniveau unter den Gleisen eingerichtet.
Zur Ansteuerung der Signale und Weichen wurde ein Elektronisches Stellwerk der Bauart ESA 44 von AŽD Praha gebaut. Es wird über die Betriebsleitzentrale Prag (CDP Praha) ferngesteuert.

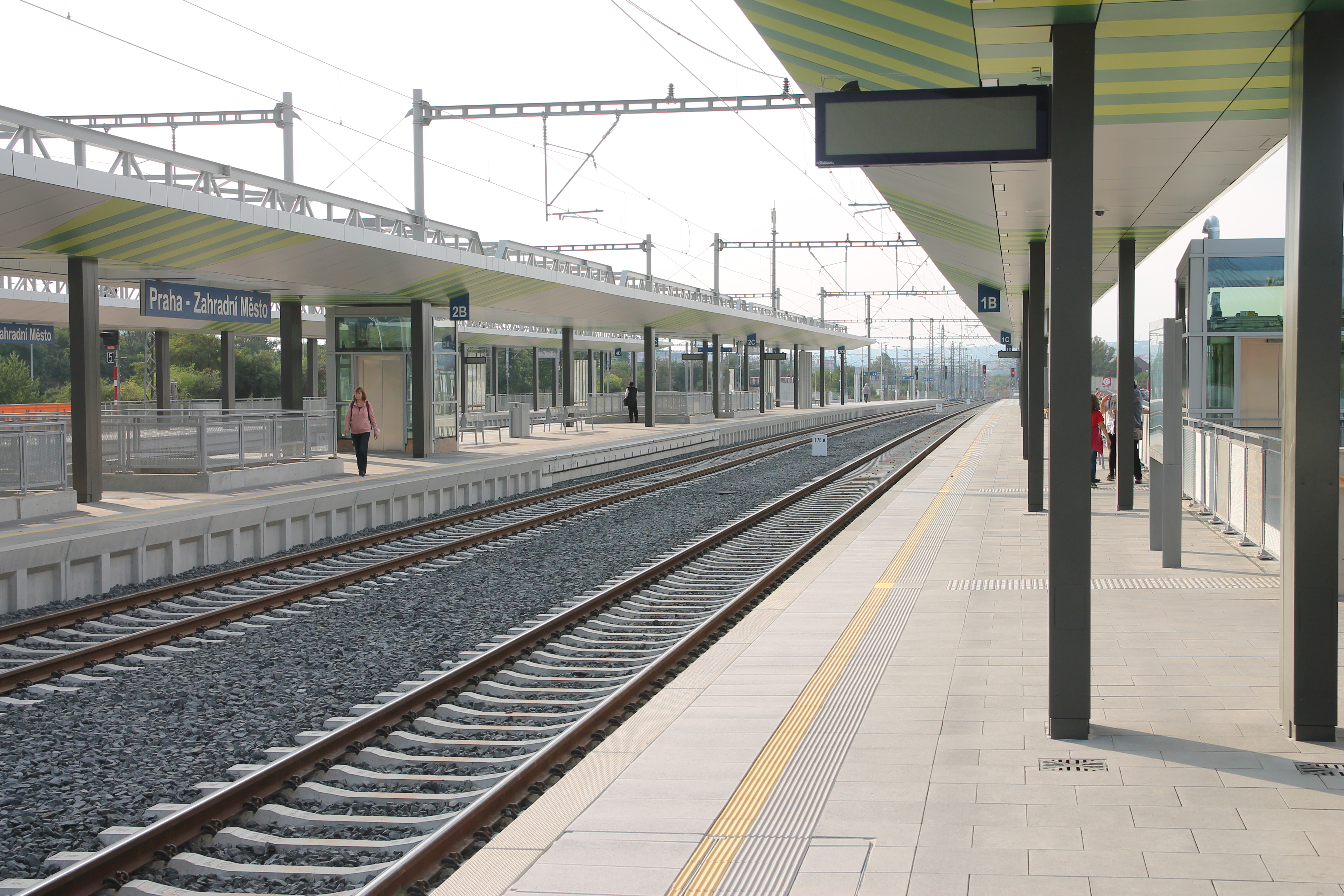
Bahnsteige 1 und 2 an den Gleisen 101 und 102 (2021)
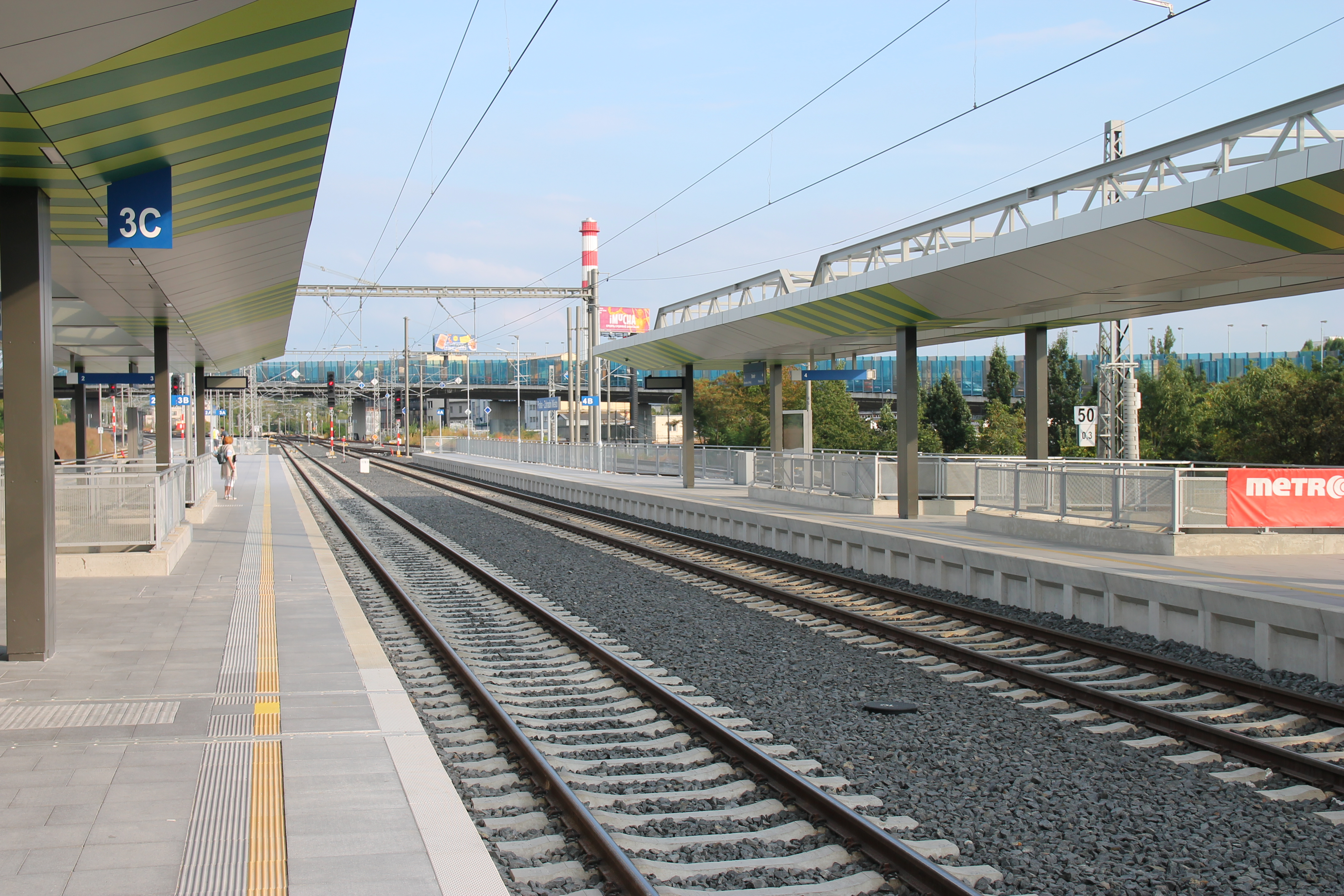
Bahnsteige 3 und 4 an den Gleisen 201 und 202 (2021)
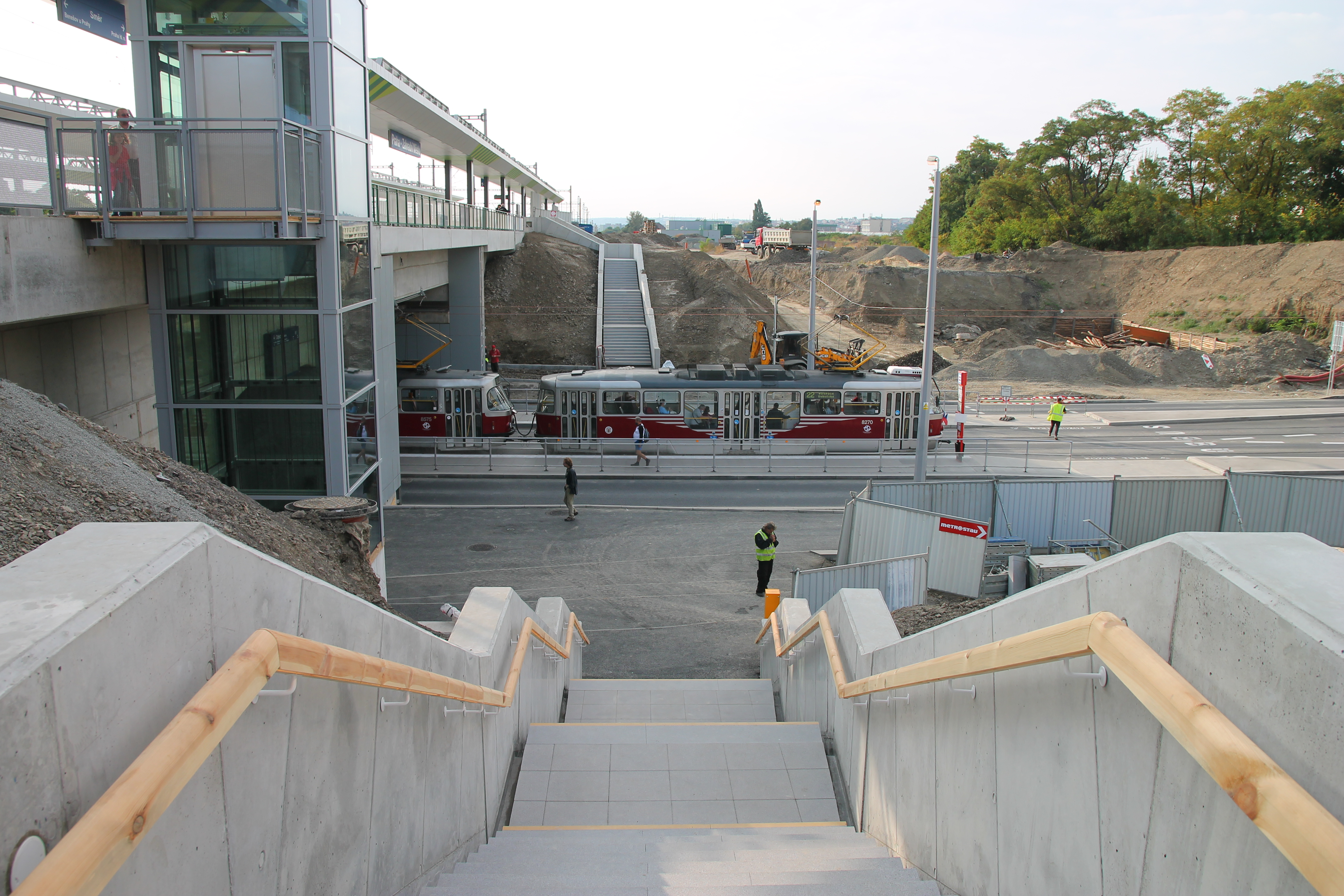
Zugang zum Bahnsteig 1 mit Treppe und Aufzug (2021)
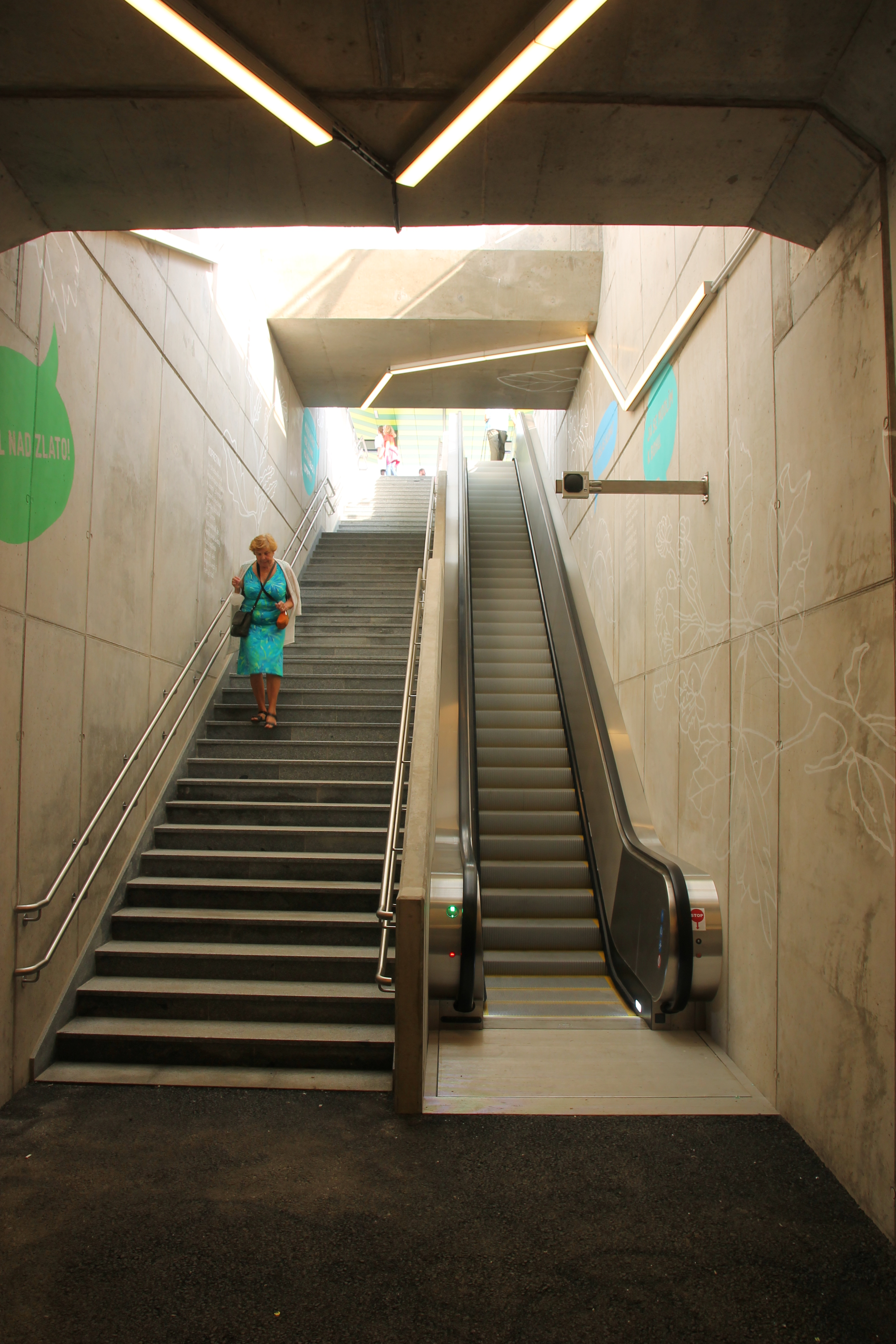
Zugang zum Bahnsteig 2/3 mit Treppe und Rolltreppe (2021)
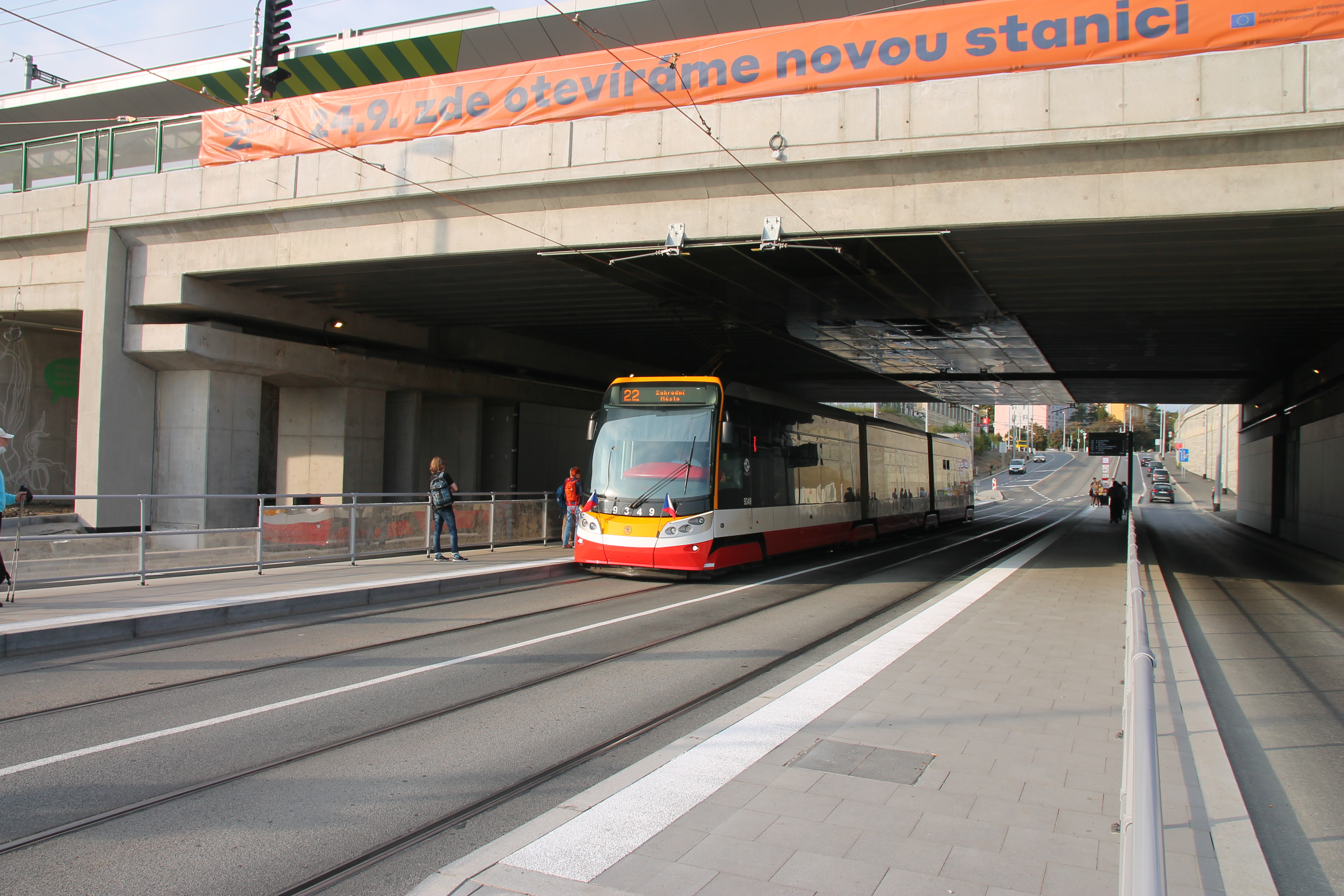
Straßenbahnhaltestelle in der Unterführung (2021)
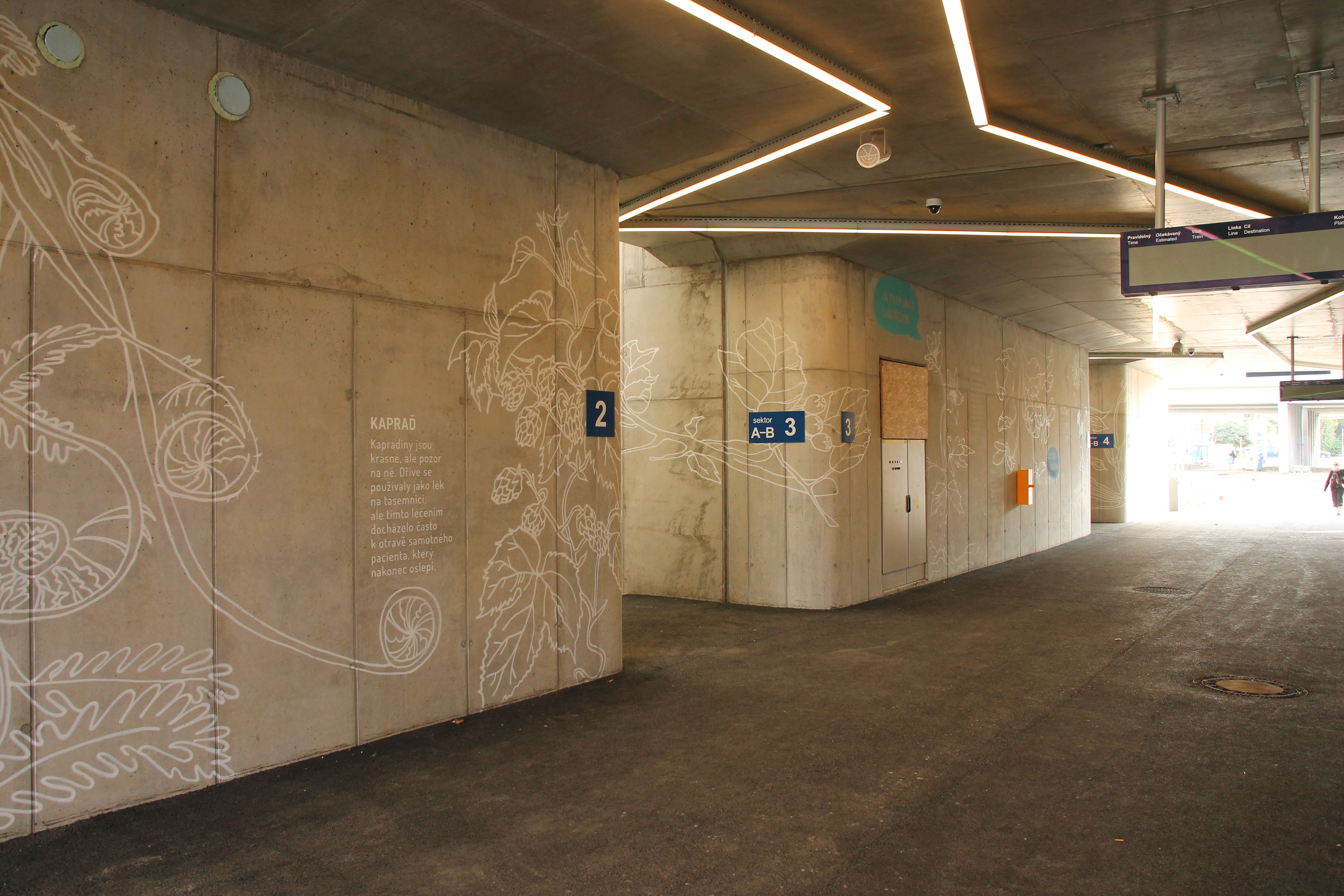
Florale Gestaltung im Personentunnel unter den Gleisen (2021)

## Verkehrsbedienung

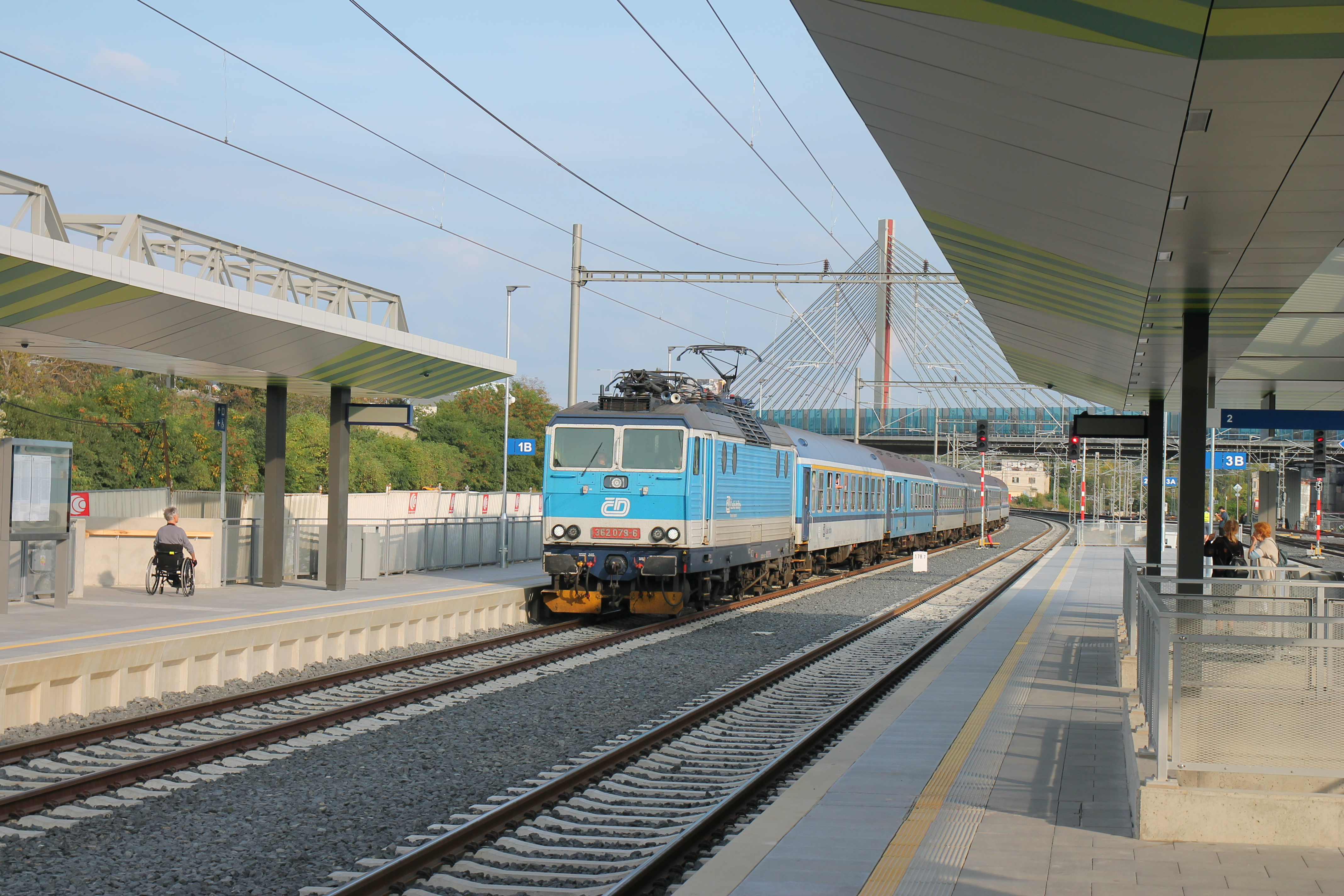
Ein Schnellzug von České Budějovice nach Praha hl. n. läuft in den Bahnhof ein. (2021)

Im Jahresfahrplan 2025 wird der Bahnhof Praha-Zahradní Město im dichten Takt von den Zügen der Esko-Linie S9 und einzelnen Eilzügen der Linie R49 von Praha hl. n. nach Benešov u Prahy bedient. Im Fernverkehr halten die im Stundentakt verkehrenden Schnellzüge der Linie R17 in der Relation Praha hl. n.–České Budějovice. Ein Teil dieser Züge wird weiter nach Linz sowie Wien FJB durchgebunden.
Im öffentlichen Personennahverkehr der Stadt Prag wird die Haltestelle Nádraží Zahradní Město  von den Straßenbahnlinien 22 und 26 sowie von den Stadtbuslinien 101, 138, 175, 177 und 195 bedient.
Für den Güterverkehr gibt es im Bahnhof die Anschlussbahn (vlečka) TWS.